# Club Bàsquet L'Hospitalet
El Club Básquet L´Hospitalet es el principal club de baloncesto de la ciudad de Hospitalet de Llobregat, en la provincia de Barcelona. Fundado en 1929, conocido por sus aficionados como “el hospi” es uno de los clubes más antiguos de España en el deporte de la canasta. Pese a que actualmente compite en Tercera FEB, la cuarta categoría del baloncesto español, el Club Básquet L´Hospitalet es un club histórico del baloncesto español, fundador de la Liga ACB, y que tiene en su palmarés una Copa de España, conseguida en 1940 y dos campeonatos de Cataluña (1940 y 1941). 

## Historia
Fue fundado en 1929 bajo el nombre de Basket Club Júniors y se federa en 1930 con el nombre de Unió Esportiva d'Hospitalet, en la temporada 1930-31  el BC Júniors gana la 3ª categoría regional y clasifica a 2ª regional y en 1932 cambia el nombre a Atlétic Basket Júniors, gana la 2ª categoría regional y clasifica a la máxima categoría catalana, en la temporada 1935-36 queda subcampeón de la 1ª Categoría, esto causa que clasifique a la Copa de España de Baloncesto. Tras la Guerra Civil, en 1939, es obligado a cambiarse de nombre a Club Baloncesto Hospitalet. En 1940 se conquista el Campeonato de Cataluña y la Copa de España de baloncesto venciendo al C.B. Atlético Gracia 20 a 17.  En 1941 se conquista el Campeonato de Cataluña de nuevo y queda finalista en la Copa de España de baloncesto cayendo contra el RCD Español 35 a 24. 
En la temporada 1973-1974 consiguió el ascenso a la primera división de la Liga española, en la que militó hasta 1978, en que descendió a la segunda división. Fue, en 1983, uno de los clubes fundadores de la Liga ACB, aunque solo pudo disputar el campeonato de la liga 1983-1984, ya que descendió de categoría. 
Tras diversos descensos, en la temporada 1999-2000 disputó la Liga EBA, de la que se proclamó campeón en la temporada 2003-2004 logrando el ascenso a LEB-2. En la temporada 2004-2005 se proclamó campeón de LEB-2 y ascendió a la LEB Oro.
El 2010 descendió dos categorías, de la LEB Plata a Copa Cataluña, al no conseguir los avales económicos necesarios. En la temporada 2010-2011 consiguió ascender a EBA. En la 2015-2016, ganando 30 de los 32 partidos disputados y cuajando una temporada extraordinaria, superó las fases de ascenso y disputará la temporada 2016-2017 en LEB Plata.
En la temporada 2016-2017 en su vuelta a la LEB Plata el equipo acabó en 13.ª posición que conllevaba el descenso deportivo, con un bagaje de 10 victorias y 20 derrotas. Durante el verano de ese año y ante la baja de algunos equipos en la categoría Torrons Vicens CB L´Hospitalet volvió a inscribirse en la categoría obteniendo plaza.
En la temporada 2017-2018 realizó una magnífica temporada en LEB Plata de la mano de Jorge Tarragona, no se clasificó para la final de Copa LEB Plata por diferencia de puntos y terminó la temporada regular en 5.ª posición con un bagaje de 18 victorias y 12 derrotas. Esta clasificación le permitió disputar la fase de ascenso a LEB Oro, cayendo eliminado en la primera eliminatoria por 1-3 ante Arcos Albacete Basket.

## Uniforme
Sus jugadores visten un uniforme que consiste en camiseta blanca y pantalón blanco.

## Pabellón
La pista de juego y, además sede oficial del club es el Poliesportiu del Centre con capacidad para 700 espectadores.

## Denominaciones
- C.B. L'Hospitalet (-1983)
- Hospitalet ATO (1983-1985)
- C.B. L'Hospitalet (1985-1987)
- CIRSA Hospitalet (1987-1991)
- C.B. L'Hospitalet (1991-2008)
- Torrons Vicens C.B. L'Hospitalet (2008-2010)
- C.B. L'Hospitalet (2010-2015)
- Torrons Vicens C.B. L'Hospitalet (2015-2022)
- C.B. L'Hospitalet (2022-2023)
- Sandá Electroclima C.B. L'Hospitalet (2023-)

## Trayectoria
| Temporada | Nivel | División       | Pos. | Postemporada                    | TR      | PO       | Copa           | Copa |
| --------- | ----- | -------------- | ---- | ------------------------------- | ------- | -------- | -------------- | ---- |
| 1939-40   |       | –              | –    | –                               | –       | –        | Copa de España | C    |
| 1940-41   |       | –              | –    | –                               | –       | –        | Copa de España | SC   |
| 1964-65   | 2     | 2.ª División   |      | Ascenso                         | –       | –        | –              | –    |
| 1965-66   | 1     | 1.ª División   | 8.º  | –                               | 5-13    | –        | Copa de España | CF   |
| 1966-67   | 1     | 1.ª División   | 10.º | Promoción/ Descenso             | 3-17    | 0-2      | –              | –    |
| 1967-68   | 2     | 2.ª División   | 4.º  | –                               | 9-9     | –        | –              | –    |
| 1968-69   | 2     | 2.ª División   | 10.º | Descenso                        | 1-1-16  | –        | –              | –    |
| 1969-73   | –     | –              | –    | –                               | –       | –        | –              | –    |
| 1973-74   | 2     | 2.ª División   |      | Ascenso                         | –       | –        | –              | –    |
| 1974-75   | 1     | 1.ª División   | 9.º  | –                               | 7-1-14  | –        | –              | –    |
| 1975-76   | 1     | 1.ª División   | 7.º  | –                               | 14-1-17 | –        | –              | –    |
| 1976-77   | 1     | 1.ª División   | 7.º  | –                               | 9-1-12  | –        | Copa del Rey   | FP   |
| 1977-78   | 1     | 1.ª División   | 12.º | Descenso                        | 5-1-16  | –        | Copa del Rey   | FP   |
| 1978-79   | 2     | 1.ª División B | 6.º  | –                               | 11-1-10 | –        | –              | –    |
| 1979-80   | 2     | 1.ª División B | 3.º  | Ascenso                         | 23-1-6  | –        | –              | –    |
| 1980-81   | 1     | 1.ª División   | 12.º | Descenso                        | 9-17    | –        | –              | –    |
| 1981-82   | 2     | 1.ª División B | 5.º  | –                               | 16-1-8  | –        | –              | –    |
| 1982-83   | 2     | 1.ª División B | 3.º  | Ascenso                         | 17-2-7  | –        | –              | –    |
| 1983-84   | 1     | Liga ACB       | 15.º | PO permanencia (14.º)/ Descenso | 10-18   | 1-2      | –              | –    |
| 1984-85   | 2     | 1.ª División B | 6.º  | –                               | 14-12   | –        | –              | –    |
| 1985-86   | 2     | 1.ª División B | 14.º | PO permanencia (14.º)/ Descenso | 14-14   | 1-2      | –              | –    |
| 1986-89   | 3     | 2.ª División   | –    | –                               | –       | –        | –              | –    |
| 1989-90   | 2     | 1.ª División B | 11.º | PO permanencia (11.º)           | 13-17   | 3-2      | –              | –    |
| 1990-91   | 2     | 1.ª División   | 14.º | B2/PO permanencia (12.º)        | 11-19   | (4-2)4-4 | –              | –    |
| 1991-92   | 2     | 1.ª División   | 15.º | Grupo B2 (16.º)/ Descenso       | 10-20   | 1-5      | –              | –    |
| 1992-99   | –     | –              | –    | –                               | –       | –        | –              | –    |
| 1999-00   | 5     | Copa Catalunya | 3.º  | Ascenso                         | –       | –        | –              | –    |
| 2000-01   | 4     | Liga EBA       | 8.º  | –                               | 15-15   | –        | –              | –    |
| 2001-02   | 4     | Liga EBA       | 4.º  | –                               | 21-11   | –        | –              | –    |
| 2002-03   | 4     | Liga EBA       | 9.º  | –                               | 16-14   | –        | –              | –    |
| 2003-04   | 4     | Liga EBA       | 1.º  | Final (1.º)/ Ascenso            | 24-6    | 3-0      | –              | –    |
| 2004-05   | 3     | LEB 2          | 6.º  | Final (1.º)/ Ascenso            | 20-10   | 7-0      | –              | –    |
| 2005-06   | 2     | LEB            | 6.º  | Cuartos final (6.º)             | 17-17   | 0-3      | –              | –    |
| 2006-07   | 2     | LEB            | 12.º | –                               | 16-18   | –        | –              | –    |
| 2007-08   | 2     | LEB Oro        | 18.º | Descenso                        | 11-23   | –        | –              | –    |
| 2008-09   | 3     | LEB Plata      | 4.º  | Semifinal (5.º)                 | 19-11   | 3-2      | Copa LEB Plata | SC   |
| 2009-10   | 3     | LEB Plata      | 17.º | Descenso                        | 11-17   | –        | –              | –    |
| 2010-11   | 5     | Copa Catalunya | 7.º  | Ascenso                         | 14-16   | –        | –              | –    |
| 2011-12   | 4     | Liga EBA       | 4.º  | –                               | 17-11   | –        | –              | –    |
| 2012-13   | 4     | Liga EBA       | 8.º  | –                               | 16-14   | –        | –              | –    |
| 2013-14   | 4     | Liga EBA       | 5.º  | –                               | 11-9    | –        | –              | –    |
| 2014-15   | 4     | Liga EBA       | 2.º  | Fase final (7.º)                | 19-7    | 2-1      | –              | –    |
| 2015-16   | 4     | Liga EBA       | 1.º  | Fase final (1.º)/ Ascenso       | 26-2    | 3-0      | –              | –    |
| 2016-17   | 3     | LEB Plata      | 13.º | [ 7 ]                           | 10-20   | –        | –              | –    |
| 2017-18   | 3     | LEB Plata      | 5.º  | Cuartos final (7.º)             | 18-12   | 1-3      | –              | –    |
| 2018-19   | 3     | LEB Plata      | 16.º | –                               | 16-18   | –        | –              | –    |
| 2019-20   | 3     | LEB Plata      | 17.º | –                               | 12-13   | –        | –              | –    |
| 2020-21   | 3     | LEB Plata      | 14.º | Descenso                        | 6-20    | –        | –              | –    |
| 2021-22   | 4     | Liga EBA       | 1.º  | Fase final (5.º)/ Ascenso       | 20-2    | (1-0)3-1 | –              | –    |
| 2022-23   | 3     | LEB Plata      | 11.º | PO permanencia (21.º)           | 8-18    | 1-1-0    | –              | –    |
| 2023-24   | 3     | LEB Plata      | 12.º | PO permanencia (22.º)/ Descenso | 10-16   | 1-1      | –              | –    |
| 2024-25   | 4     | Tercera FEB    | 3.º  | –                               | 20-6    | –        | –              | –    |

## Jugadores

### Jugadores históricos
Han jugado históricos jugadores, que han llegado a ser internacionales por España, como Joan Creus, Manolo Flores, Roger Grimau, Xavi Fernández, Juan Martos, Marcelino Maneja, Alberto Corbacho o Serge Ibaka, y otros que sin llegar a vestir la camiseta de la Selección, realizaron o realizan una gran carrera en la liga ACB o LEB, como Quino Colom, José Ángel Antelo, Salva Arco, Ferrán Laviña, Álex Llorca y Nacho Suárez.

## Palmarés
- 1 Copa de España: 1940.

Finalista en 1941.
- 2 Campeonato de Cataluña: 1940 y 1941.
- 2 Liga EBA: 2004 y 2016.
- 1 LEB-2: 2005.
- 3 Lliga catalana de bàsquet EBA : 1982, 1990, 2016

## Cantera
Una de las señas de identidad del club es la apuesta por el trabajo de cantera, dando oportunidades a los más jóvenes en el primer equipo. Es organizador del prestigioso Torneo Júnior Ciutat de L´Hospitalet con 42 ediciones.
- Cantera Junior A Preferente, Junior B 1r año, Junior 2006, Junior 2007, Cadete A Preferente, Cadete B 1r año, Infantil A Preferente, Infantil 2011, Pre Infantil.[11]

- Escuela formativa - Mini A, Mini Blanc, Pre Minis, Escuela formativa.[12]